# Фалько (музыкант)
Йо́ханн Хёльцель (нем. Johann Hans Hölzel, 19 февраля 1957, Вена — 6 февраля 1998, Доминиканская республика), более известный под сценическим псевдонимом Фа́лько (нем. Falco), — австрийский музыкант, исполнитель в стиле поп и рок. Самый известный и успешный сольный немецкоязычный исполнитель в истории. Первых строк в хит-парадах разных стран достигли четыре песни в его исполнении: «Der Kommissar», «Rock Me Amadeus», «Jeanny» и «Coming Home (Jeanny Part 2)».
Фалько является единственным исполнителем, занявшим верхнюю строчку в хит-параде США с песней на немецком языке — «Rock Me Amadeus».

## Биография

### Детство и юность
Родился 19 февраля 1957 года в Вене, Австрия.
На свет должна была появиться тройня, но его мать потеряла двоих детей, живым родился только Ханс. Отец рано оставил семью, и мальчик рос с матерью и бабушкой. Ещё в раннем детстве Ханс полюбил музыку. Он подпевал шлягерам, которые крутили на радио, а позже бабушка подарила внуку граммофон. Так Ханс познакомился с Элвисом Пресли и Битлз.
В 4 года мальчик начал учиться играть на фортепиано, а уже через год знал 30 пьес. Спустя некоторое время Ханс принял участие в конкурсе юных талантов, и жюри безоговорочно признало его «маленьким Моцартом». У него был абсолютный слух и необычайная музыкальная память на протяжении всей жизни.
В 1963 году Ханс пошёл в школу, где неплохо учился, но из-за проблем в семье начал прогуливать занятия. В 1973 году он работал какое-то время в канцелярии, но через год уволился и собрал свою первую группу Umspannwerk («Подстанция»). С сентября 1974 по май 1975 гг. Ханс Хёльцель служил в армии. В одном из своих интервью он так отзывался об этом времени: «Еда три раза в день, сигареты… О чём ещё можно мечтать?».
В 1976 году он поступил в Венскую музыкальную консерваторию, однако бросил учёбу после первого семестра, чтобы стать настоящим музыкантом. Он уехал в Западный Берлин, где был вокалистом в джазовом коллективе.
На пути к сольной карьере музыкант выступал в составе трёх австрийских групп. Первая из них называлась Hallucination Company, в составе которой он являлся бас-гитаристом в период с 1977 по 1978 гг. Вместе с ними Хёльцель успешно гастролирует, в частности даёт серию концертов в Мюнхене. Там он начинает выступать как Falko Gottehrer, а после возвращения в Вену — просто как Falco.

Йоханн стал называть себя «Фалько» в честь восточногерманского лыжника, олимпийского чемпиона по прыжкам с трамплина на лыжах Фалько Вайспфлога (Falko Weißpflog). Правда, букву «k» в своём псевдониме он потом заменил на «c» — как он позже объяснял, для возможности выхода на международную сцену.
Я думаю так: если тебя зовут Ханс Хёльцель и ты решил добиться успеха в музыке — ты можешь об этом забыть. А всё-таки выбрать в качестве псевдонима немецкоязычное имя Фалько было неплохой идеей, не правда ли? Немецкое имя, которое в то время, в 1980 году, так хорошо влилось в мир музыки и, кроме того, получило международное признание… Правда, я ведь даже не мог подумать, насколько успешным станет этот проект!
Через некоторое время он занимает роль басиста в поп-рок-группе Spinning Wheel, половина состава из которого также входила в панк-рок-коллектив Drahdiwaberl, где Фалько также был басистом с 1978 по 1981 годы.
Фалько много работал над своим имиджем и не был похож на рок-музыкантов тех лет. Чёрные очки, элегантные костюмы стали частью его облика именно тогда. Образ Фалько был дополнен такими деталями, как цинизм и эпатаж.

### Первые альбомы (1981—1984)
Ещё в 1979 году, во времена группы Drahdiwaberl, Фалько написал свой первый хит «Ganz Wien» («Вся Вена»), который он исполнял в середине концертов. Через 2 года песня будет записана и окажется в центре скандала из-за своей провокационной лирики. Фалько пел: «Вся Вена сегодня сидит на героине». Смысл песни заключался далеко не в пропаганде наркотиков, но радиостанции начали целую кампанию по её бойкотированию, от чего она, правда, не стала менее популярной. С самого начала многие отмечали, как разительно отличается стиль исполнения и текст — колкий, циничный, ироничный — от грубоватых экспериментов Drahdiwaberl.
В 1981 году венский музыкальный магнат Маркус Шпигель, глава лейбла GiG Records, заключает с ним контракт на выпуск трёх пластинок. Фалько перезаписывает песню «Ganz Wien» в скорректированном варианте на английском языке («That Scene»). Продюсером первого сольного альбома Фалько становится ве́нец Роберт Понгер. Они вместе записывают песню «Der Kommissar» («Комиссар»), которая вскоре стала клубным хитом и попала на одноимённый сингл. Он вознёс Фалько на вершины европейских хит-парадов, а также имел огромный успех за границей: в Гватемале песня возглавляла хит-парад, в Канаде Ханс получил золотой диск, а в США сингл занял 72 место в «горячей сотне» Billboard. Песня становится хитом на нью-йоркской клубной сцене, чему немало поспособствовал диджей и один из пионеров хип-хопа Африка Бамбаата. После группы Kraftwerk с их альбомом Autobahn («Автобан») Фалько стал вторым певцом, который попал в американские чарты с песней на немецком языке. В общей сложности, по всему миру «Der Kommissar» был продан тиражом около 7 миллионов экземпляров, только во Франции — 750 тысяч экземпляров. Сингл стал первым во всем мире коммерчески успешным рэп-проектом европейца. Позже появились две англоязычных кавер-версии. Одна из них была исполнена американской певицей Лорой Брэниган, а другая — британской группой After the Fire, которая заняла 5 место в хит-параде США и клип на которую, по версии Стюарта Мейсона из Allmusic, стал «одним из определяющих хитов раннего периода MTV».
Один из первых видеоклипов, в котором Фалько исполняет песню «Maschine brennt» («Машина горит»), был снят в 1982 для музыкальной передачи M.O. Music Show режиссёром русского происхождения Александром Жукоффым в студии, в которой впоследствии расположилась известная дискотека P1.
В том же 1982 году появился альбом Einzelhaft («Одиночное заключение»), который смог прорваться на вершины австрийских и немецких чартов. Клипы к синглам снимали Ханнес Росзахер и Руди Долецаль. Так началась совместная работа Фалько и компании DoRo Produktion, которая продолжалась до смерти певца. В интервью журналу Bravo (#26/1982) Ханс говорит, что «хотел бы умереть, как Джимми Дин, на перекрёстке, в серебристом Порше. Раз, два, и тебя нет».
Второй альбом Junge Römer («Молодые римляне») появился в 1984 году. Одноимённая песня была посвящена особому молодёжному течению в Европе тех лет, принципы которого композиция и описывает. Альбом также был спродюсирован Робертом Понгером. Фалько очень надеялся на успех пластинки, потому много экспериментировал со звуком и аранжировками, но ожидания не были оправданы. Хотя альбом был продан в Германии тиражом 120 тысяч экземпляров, а в Австрии исполнитель получил за успешные продажи золотой диск, музыка его была слишком необычна, непонятна слушателям и, как следствие, непопулярна. Для того чтобы повысить продажи пластинки, Фалько записал ещё раз песню «Kann es Liebe sein» («А может, это любовь?») в дуэте с Дезирe Носбуш (Désirée Nosbusch), однако она тоже не стала успешной.
В этом же году компания DoRo сняла мини-фильм (Die Falco-Show) с использованием музыки из альбома Junge Römer. Каждый эпизод из этого фильма по сути являлся клипом на одну из песен. Можно сказать, что Junge Römer стал первым музыкальным альбомом, который был полностью экранизирован. Клипы снимались в различных штатах США, а также в нью-йоркском отеле «Челси» (клип на песню «No Answer (Hallo, Deutschland!)» с австрийской фотомоделью Бригиттой Чимаролли).

### Неожиданный успех
С Робертом Понгером музыканту, по его собственным признаниям, работалось легко, но для выхода на международную сцену нужны были композиторы, которые смогли бы написать стопроцентный хит. В 1985 году к работе над следующим альбомом Фалько было решено привлечь голландцев Роба и Ферди Болландов (Bolland & Bolland), известных по хиту «In The Army Now». Они и стали продюсерами третьего альбома, а также создали несколько композиций, которые понравились менеджеру Фалько, Хорсту Борку. Среди них была песня «Rock Me Amadeus» («Встряхни меня, Амадей!»), однако Ханс остался недоволен полученным результатом и переписал песню. Кроме того, по воспоминаниям Борка, Фалько изначально не нравилась сама идея писать песню про Моцарта, так как он считал неоригинальным исполнение одним известным австрийцем песни о другом известном австрийце. На волне популярности оскароносного фильма Милоша Формана «Амадей» о жизни Моцарта песня стала мировым хитом 1986 года — Фалько покорил вершины чартов США и Великобритании. Композиция австрийского белого рэпера ворвалась даже в ряд чартов, до этого считавшихся исключительно «чернокожими».
Следом была записана песня «Vienna Calling» («Вена зовёт»), которая также поднялась достаточно высоко в американских и британских рейтингах. Сам же альбом Falco 3 достиг третьей позиции рейтинга альбомов Billboard.
Третий релиз из альбома Falco 3 — песня «Jeanny» («Джинни») (снова в соавторстве с братьями Болландами) — тоже завоевал чарты Европы. Провокационная композиция, исполняемая от лица насильника и вероятного убийцы девушки (сам Фалько утверждал, что ни о каком насильнике речь не шла, это додумала пресса), вызвала много пересудов в Германии и Нидерландах, где она была выпущена в первую очередь. Большинство диджеев и радиостанций отказались от включения «Jeanny» в свои плейлисты, что, как ни странно, послужило причиной популярности песни, и потому в последующих альбомах Фалько появились «продолжения» песни. Менеджер музыканта и продюсеры вспоминают, как Ханс прочувствовал песню: исполнял её с закрытыми глазами, большим надрывом, как будто пел о себе.
На начальной стадии написания альбома Ханс прогнозировал большой успех песне «Munich Girls» («Мюнхенские девушки») со своими словами на музыку песни «Looking for Love» американской группы The Cars, но эти прогнозы не оправдались. В альбоме также присутствует кавер на песню Боба Дилана «It’s All Over Now, Baby Blue» («Все окончено, печальная малышка»).
После выпуска Falco 3 певец заключил контракт с немецким лейблом Teldec Records на выпуск 3 студийных альбомов.
В 1985—1986 годах Фалько снялся в фильмах Die Formel Eins («Формула номер один») и Geld Oder Leber! («Кошелёк или печень!»), где сыграл самого себя. В 1985 году магистратом города Вена Фалько было присуждено звание почётного жителя города. Он стал самым молодым человеком, кто был удостоен этой чести.
Личная жизнь Фалько часто оказывается в центре внимания прессы: известие о беременности его подруги Изабеллы Виткович, с которой он познакомился после выступления с группой Opus в Граце 29 июня 1985 года, вызвало новую волну интереса СМИ. 13 марта 1986 года в Вене родилась дочь музыканта Катарина Бьянка.
23 октября 1986 года вышел четвёртый альбом певца Emotional («Эмоциональный»), также спродюсированный Робом и Ферди Болландами и посвящённый новорождённой дочери Катарине Бьянке. В альбом вошли такие песни, как «Coming Home (Jeanny Part 2)» («Возвращаясь домой» («Джинни, часть II»)), композиция об американской актрисе «The Kiss Of Katleen Turner» («Поцелуй Кэтлин Тёрнер»), а также песня «Kamikaze Cappa» («Камикадзе Капа»), посвящённая трагически погибшему фотожурналисту Роберту Капа. Очередным успехом стала песня «The Sound Of Musik» («Звук музыки»), вошедшая в танцевальный хит-парад Top 20 U.S. Dance Hit, однако поп-чарты она так и не покорила. В клипе на эту песню снимался друг Фалько Герд Плетц, основатель группы Hong Kong Syndikat, и бургомистр Вены Гельмут Цильк.
В том же месяце Фалько отправился в свой самый масштабный тур Emotional по ФРГ, Австрии, Швейцарии и Венгрии, завершившийся в Японии в декабре 1986 года.
Также в 1986 году Фалько и его менеджер Хорст Борк всерьёз обсуждали возможный переезд в Америку, но от этого было решено отказаться: Хансу не был близок американский стиль жизни. Из-за этого не сложился дуэт Фалько с Мадонной, хотя такая возможность была.

### Кризис в карьере и личной жизни
После тура Emotional Фалько был уставшим и измотанным. Он переживал, что недостаточно соответствует тому образу, который придумал себе сам и додумывали его поклонники. Он сам неоднократно подчёркивал дистанцию между реальным человеком — Хансом Хёльцелем — и сценическим образом Фалько. В прессе также любили рассуждать на эту тему. «Знаете, меня часто ставят в ступор вопросом: Фалько, а теперь скажи нам, наконец: сколько в тебе от Фалько и сколько от Ханса Хёльцеля? И я думаю: „Господи… а где же настоящий я?“»
В 1987 году он временно расстаётся с Изабеллой. Несмотря на рождение ребёнка, в официальном браке на тот момент они всё ещё не состояли. У Фалько начались отношения с Даниэлой Бём, дочерью актёра Карлхайнца Бёма .
В конце 1987 года Фалько записал песню «Body Next to Body» («Тело рядом с телом») в дуэте с датской актрисой Бригиттой Нильсен, композиция была написана ведущим итальянским продюсером Джорджио Мородером и вошла в чарты ФРГ и Австрии. Данное сотрудничество вызвало множество пересудов о возможных отношениях Фалько и Бригитты, на что музыкант отвечал: «Я не хотел попасть с ней в поп-чарты. Я хотел попасть с ней в постель». Позднее менеджер Хорст Борк опроверг все подозрения, уточнив, что характер их отношений был сугубо деловым.
Музыкант боялся сорваться с вершины музыкального олимпа, начал злоупотреблять алкоголем и наркотиками, поссорился с братьями Болланд. В то же время не оправдались его надежды, что семья станет для него спасением. Предчувствия родились ещё в 1986 году в песне «Emotional», где есть строчка: «Женщина, которая сможет вынести меня, ещё не родилась». Изабелла упрекала Ханса в недостаточном внимании к ней и ребёнку. 17 июня 1988 года, пытаясь спасти отношения, Фалько и Виткович поженились в Лас-Вегасе, но браку суждено было просуществовать 8 месяцев. Несмотря на развод, Фалько по-прежнему был близок со своей дочерью.
Ещё в начале 1988 года музыкант начал лечение от алкоголизма в швейцарской клинике, но бросил его из-за необходимости работы над новым альбомом. К ней были привлечены также Гюнтер Менде и Кэнди Деруж, написавшие и спродюсировавшие успешный хит певицы Дженнифер Раш «The Power of Love». С ними на студии Фрэнка Фариана был записан демоальбом Aya, звучание которого было более американизированным, чем предыдущие работы Фалько. Однако из девяти композиций альбома лейбл Teldec утвердил лишь четыре. Новый альбом нужно было завершить в кратчайшие сроки, и Хорст Борк посоветовал Фалько помириться с Болландами, поскольку певец продемонстрировал полную неспособность написать хоть какие-то тексты самостоятельно и продолжал пить. Братья всё же написали недостающие композиции, и пятый альбом Фалько под названием Wiener Blut («Венская кровь») был выпущен 22 августа 1988 года. Диск практически не снискал успеха за пределами Австрии и Германии, впервые в его карьере не заняв первого места в австрийских чартах. Запланированный на осень тур был отменён, а сам Фалько с семьёй на время уехал из Австрии в путешествие по миру.
В 1989 году Фалько вновь сходится с Робертом Понгером для записи нового альбома. Для него он записал песню, посвящённую двум топ-моделям — Синди Кроуфорд и Татьяне Патитц, — и назвал её «Tanja P. nicht Cindy C.» («Таня П. — не Синди К.»). На альбом Data de Groove, выпущенный 25 мая 1990 года, Фалько возлагал особые надежды: он лечился от алкоголизма, стал приверженцем здорового образа жизни и был готов к новому покорению чартов. Однако в Австрии альбом занимает только 11 место и не попадает в чарты других стран, что означало провал продаж и сильнейшее падение в карьере певца. О каком-либо туре в поддержку альбома снова не шло и речи, а лейбл Teldec отказался продлевать контракт с исполнителем.

### Возвращение на сцену: последнее турне (1992—1994)
Летом 1991 года певец заключает контракт со своим новым немецкий лейблом EMI Electrola. 21 сентября 1992 года вышел альбом Nachtflug («Ночной полёт»), который внезапно поднимается на вершину чартов Австрии. Его продюсерами снова стали братья Болланды, некоторые песни продюсировал сам Фалько. Диск открывала композиция «Titanic» («Титаник»). Незадолго до выхода альбома Фалько говорил о содержании этой песни:

Я спросил у 200 своих друзей, с чем у них ассоциируется слово «декаданс». Все ответили по-разному, но каждый тем или иным образом связал это со мной. Когда я посмотрел определение в словаре Дудена, — это слово имеет два значения: «закат» и «кораблекрушение» — мне стало ясно: «Titanic» скорее всего не повторит успеха «Rock Me Amadeus», но я верю, что я смогу вернуться к жизни. В песне я как раз рассуждаю на эту тему: общество надеется на то, что даже в момент падения у нас могут вырасти крылья, но я думаю, что мы тоже принадлежим к этому обществу.

Альбом содержал такие композиции, как «Monarchy Now», «Dance Mephisto» (изначально была посвящена неофашистам, но впоследствии изменена), «Cadillac Hotel».
1 мая 1993 года Фалько начал своё уже последнее турне в Австрии, Германии и Швейцарии в поддержку нового диска, впервые со времён тура Emotional 1986 года. Однако оно проходит только на концертных площадках или в клубах с аудиторией в несколько сотен или даже десятков человек. 19 июня 1993 года певец впервые выступил в России, на фестивале «Белые ночи Санкт-Петербурга», а уже 27 июня — на венском фестивале Donauinselfest перед 150 тысячами зрителей, оно считается самым известным в его карьере и вышло на DVD в 2008 году. Во время выступления начался сильный дождь, перешедший в грозу, и на песне «Nachtflug» в результате удара молнии вышло из строя оборудование. Концерт пришлось укоротить, хотя Фалько допел на аварийном оборудовании ещё две песни.
30 июня того же года Фалько был приглашён в качестве гостя в концертный зал в городе Грац, где группа Opus отмечала своё 20-летие. Он исполнил песню «Flyin' High» дуэтом с солистом Opus Хервигом Рюдиссером, — ту же песню, которую они вместе пели на концерте 29 июня 1985 года.
10 мая 1994 года состоялось выступление Фалько с симфоническим оркестром в городе Винер-Нойштадт. Этот концерт вышел на DVD под названием Symphonic («Симфонический») в 2008 году. Продюсером стал Томас Рабитч, давний друг Фалько и лидер группы, с которой Ханс выступал последние годы.
19 июня 1994 года он снова выступил на фестивале «Белые ночи Санкт-Петербурга».
10 сентября 1994 года певец провёл своё последнее полноценное концертное выступление на сцене бара Nikodemus в Пуркерсдорфе.

### Новый кризис
Весной 1993 года Йоханн Хёльцель встретил Беатрис Цоманн, которая была моложе музыканта на 18 лет, расстались они в декабре 1995 года.
В октябре 1993 года его мать настояла на проведении ДНК-теста, который показал, что Ханс не являлся биологическим отцом семилетней Катарины Бьянки. Это вызвало шок и новый виток депрессии у музыканта. Фалько сам заявил о результатах ДНК-теста широкой общественности в интервью газете «Kronen Zeitung». В том же интервью он отметил, что оставил Катарине Бьянке сумму на банковском счёте и письмо, которые она получит по достижении совершеннолетия. Девочка была вычеркнута из его завещания, в школе сверстники подвергали её насмешкам. Тем не менее, певец продолжал изредка с ней общаться. В книге 2008 года Хорст Борк отметил, что Катарина Бьянка не получила ни счёта в банке, ни письма от певца. Бывшая жена и Катарина Бьянка в разных интервью выражали несогласие с ДНК-тестом, поскольку сами неожиданно узнали о нём из СМИ.
2 апреля 1995 года музыкант в третий и последний раз посетил Россию — он прилетел в Москву для выступления в ночном клубе. Подруга Фалько Беатрис Цоманн также была в той поездке. Визит певца снимала группа дирекции музыкального вещания ВГТРК, позже вышел документальный фильм «Фалько в России» с Игорем Верником, показанный на РТР.
3 апреля ведущий радио «Максимум» Михаил Козырев выгнал певца во время интервью из студии в момент проигрыша одной из его песен в эфире. Со слов Козырева, он это сделал в ответ на антисемитское высказывание Фалько в свой адрес из-за висевшей у него звезды Давида на шее, сам же певец был в состоянии алкогольного опьянения.
4 апреля в клубе Up&Down, где он должен был выступать вечером, его встречали с флагами Германии, о чём своё недовольство певец высказал журналистам ВГТРК. Ему включили плюсовую фонограмму, под которую Фалько сначала неподвижно стоял и даже не открывал рот, потом просто расхаживал по сцене, затем начал танцевать с гостьей клуба. Через несколько минут певца взяли под руки охранники клуба, которые провели его до самого выхода. Михаил Козырев высказал мнение, что Фалько выгнали из клуба по причине якобы приставания к официантке, а фонограмма была включена из-за невменяемого состояния артиста под действием алкоголя или других веществ.
После возвращения из России Фалько бреет голову, и 22 апреля ведёт свой собственный класс и зачитывает стихи на благотворительном вечере в венской Школе поэзии.
27 апреля 1995 года состоялось последнее появление Фалько и его концертного коллектива на открытой площадке, — это было выступление в Вене под фонограмму песни «Rock Me Amadeus» в рамках концерта, посвящённого 50-летию образования Второй республики.
В конце 1995 года, в надежде поменять свою жизнь, Фалько переезжает в Доминиканскую республику. Как он сам признавался, его всегда угнетали венские зимы. Там он поселяется сначала на съёмной квартире, а потом — в элитном закрытом посёлке Hacienda Resorts, чьими инвесторами при строительстве были бывшие боссы EMI Records. В январе 1996 года в Доминикане в одном из баров Фалько знакомится с канадской фотомоделью Каролиной Перрон, на которой он планировал жениться. Ровно через год Каролина отказалась выходить замуж за певца и ушла от него.
5 февраля 1996 года Фалько под псевдонимом T>>MA выпускает песню «Mutter, Der Mann Mit Dem Koks Ist Da» («Мама, пришёл человек с коксом»), в которой обыгрывает тему кокаина и его влияния на жизнь людей. Через полгода была выпущена песня «Naked» («Обнажённый»), на которую позднее был снят провокационный клип в стиле пинап с обнажёнными фотомоделями. Именно скромный успех этой композиции в чартах вынудил лейбл перенести даты выпуска уже готового альбома — «Egoisten» («Эгоисты»), названного так в честь парфюма Égoïste от Chanel. Данный альбом несколько раз перезаписывался, а его выпуск — откладывался. Ханс пытался добиться идеала и не «пролететь» в чартах, что воспринимал очень болезненно.
16 марта 1996 года певец появился в программе Die Harald Schmidt Show, в которой признался в финансовых проблемах из-за высоких налогов в 60 % в Австрии и падения карьеры в последние годы. В выпуске немецкого журнала Der Spiegel от 29 апреля того же года он рассказал, что уже является налоговым резидентом Доминиканской республики из-за выгодной налоговой ставки в 25 % и получил там вид на жительство.
В 1997 году Фалько даёт мини-выступление в Доминиканской республике среди своих друзей на 40-й день рождения. Им исполняются такие песни, как «Egoist» и «Out of the Dark» («Из тьмы»), которые планировалось включить в будущий альбом. Летом Ханс приехал на открытие крупного торгово-развлекательного комплекса Excalibur city своего друга Рональда Зойнига в Чехии на границе с Австрией. Многие были удивлены сменой имиджа певца: он покрасился в блондина.
В ноябре 1997 года в поддержку нового альбома Фалько выступил на боксёрском ринге во время перерывов боксёрских поединков в прямом эфире телеканала ORF с песнями «Der Kommissar 2000» («Комиссар 2000») и «Rock me Amadeus». Он в очередной раз сменил имидж: брюнет, очень короткая стрижка, длинный чёрный кожаный плащ и неизменные тёмные очки. 21 ноября 1997 г. Фалько впервые после перерыва в 2,5 года выступил перед большой публикой в рамках празднования 30-летия Ö3 Radio в Wiener Stadthalle в том же образе и с премьерой песни «Der Kommissar 2000».
В самом конце года Фалько встретил свою последнюю подругу, студентку Андреа из Вены. Они жили около месяца, расставшись в январе 1998 года.
В новогоднюю ночь 1997/98 гг. Фалько провёл своё последнее выступление. Оно прошло на праздничной вечеринке на сцене торгового центра его друга Рональда Зойнига Excalibur City, где им были исполнены песни «Push! Push!», «Der Kommissar 2000» и «Out of the Dark».
6 января 1998 года певец улетает обратно в Доминикану.
В начале февраля 1998 года музыкант обзванивал своих друзей, строя планы на 41-й день рождения. Известно, что на 5 февраля 1998 года Йоханн Хёльцель приглашался в тот же бар Nikodemus в Пуркерсдорфе, где он уже выступал 10 сентября 1994 года. Там проходила вечеринка в честь 40-летия клипмейкера Руди Долецаля. Именно на ней в последний раз встретились участники группы Queen Брайан Мэй и Роджер Тейлор. На мероприятии присутствовала мама певца Мария Хёльцель, однако, сам исполнитель был в это время в Доминикане. Уже на следующий день его не стало.

### Гибель

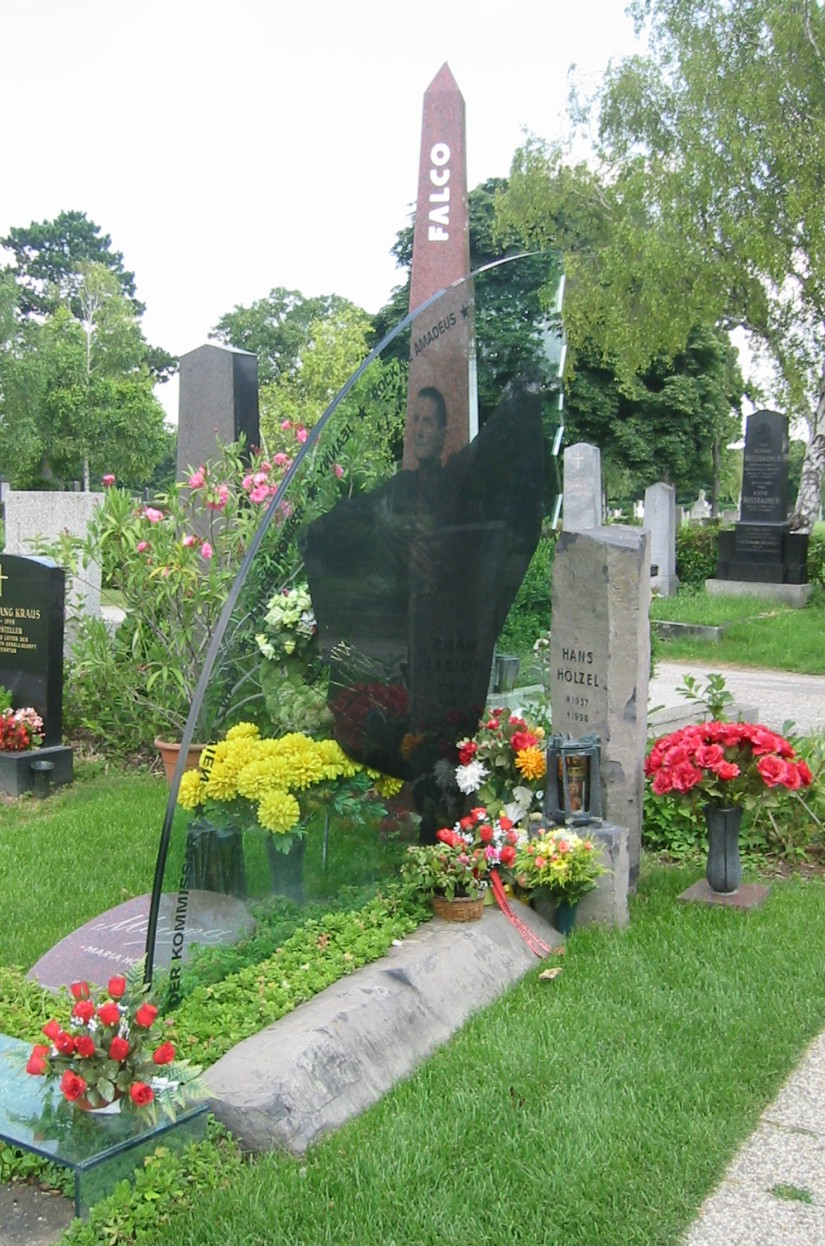
Могила Фалько на Центральном кладбище Вены

6 февраля 1998 года в 16:40 по местному времени Йоханн Хёльцель погиб от тяжёлых травм, полученных при столкновении его автомобиля Mitsubishi Pajero с автобусом недалеко от города Пуэрто-Плата в Доминиканской республике. Сбылось его «пожелание», произнесённое в самом начале карьеры, — «я хочу умереть, как Джимми Дин». Официальные результаты вскрытия показали наличие алкоголя и кокаина в крови певца.
14 февраля 1998 года Фалько был похоронен в Вене на Центральном кладбище (Gruppe 40). Гроб с певцом несли байкеры, снимавшиеся в 1985 году в его клипе «Rock me Amadeus». Прощание проходило под песню «It’s All Over Now, Baby Blue».

## Посмертная слава
Спустя 3 недели после смерти Фалько был выпущен альбом Out of the Dark (Into the Light), ставший очень успешным в коммерческом плане. От его первоначального названия «Эгоисты» решили отказаться. В Австрии альбом поднялся на первую строчку хит-парадов и продержался на ней три недели, а в Германии почти год входил в сотню лучших альбомов. Только в этих двух странах было продано 2 миллиона экземпляров, одноимённый сингл разошёлся тиражом 3,5 миллиона копий. На некоторые из песен были созданы клипы, где использовались кадры из выступления Фалько на своём 40-м дне рождения.
Памяти Фалько был посвящён вышедший в 1999 году американский фильм «Шугар Таун», где в одной из главных ролей снялся басист группы Duran Duran Джон Тейлор.
18 октября 1999 года был выпущен второй посмертный альбом, Verdammt wir leben noch («Чёрт, мы все ещё живы»), куда вошли ранее не издававшиеся композиции, записанные во время сессий к альбомам Wiener Blut и Out of the Dark (Into the Light).

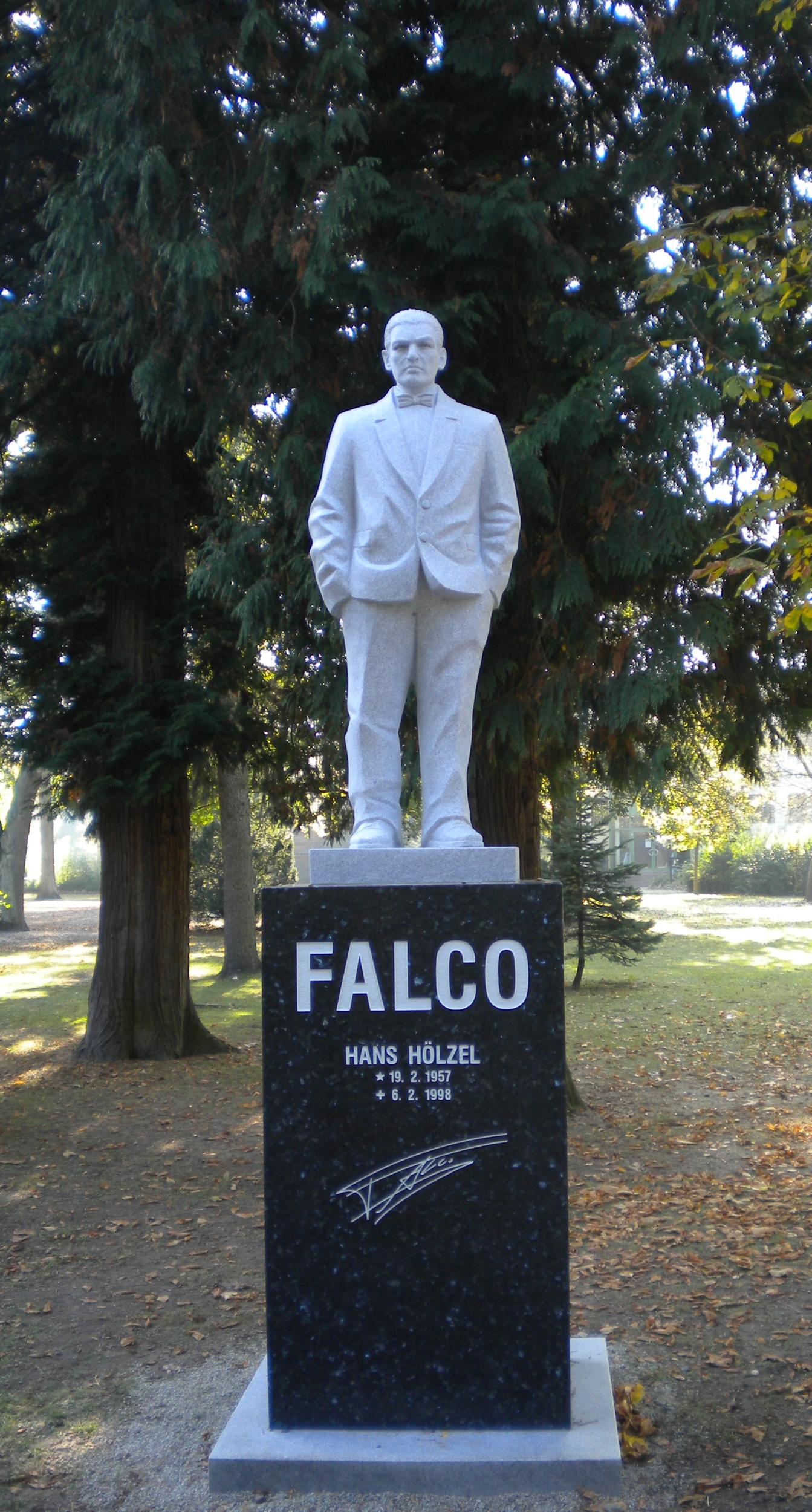
Памятник Фалько в Гарс-ам-Кампе (Нижняя Австрия)

1 апреля 2000 года в концертном зале Ронахер в Вене состоялась премьера мультимедийного шоу Джошуа Собола «F@lco — A Cyber Show» при участии Андре Айзерманна, Ханзи Ланга, Романа Грегори и Георгия Макацария (Stahlhammer) в постановке Пауля Манкера и в музыкальном сопровождении лидера группы Фалько Томаса Рабича. Жизнь Фалько была представлена как борьба с мощным супер-эго. Сцена в форме символа арробы (@) была частью зрительного зала, а фигура Фалько создавалась при помощи лазера, 3D-анимации и стены из воды в стиле интерактивного рок-концерта. 24 сентября 2000 года в Берлинском театре Запада состоялась премьера мюзикла под названием «Falco meets Amadeus» (FMA). 6 апреля 2006 года мюзикл был показан в театре Капитолий в Дюссельдорфе.
В 2007 году по случаю 50-летия со дня рождения Фалько был выпущен двойной компакт-диск и одноимённый DVD-диск Hoch wie nie, который за короткий период дважды стал платиновым и занял первое место в ежегодном чарте Австрии. Год спустя, 1 февраля 2008 года, по случаю десятой годовщины со дня смерти Фалько вышли компакт- и DVD-диск под названием Symphonic с записями фрагментов его единственного концерта с оркестром в 1994 году в Wiener Neustadt. Кроме того, ограниченным тиражом в продажу поступил альбом с новой редакцией СD Hoch wie nie.
7 февраля 2008 года на экраны кинотеатров Австрии вышел биографический фильм Falco — Verdammt, wir leben noch! («Фалько — Чёрт возьми, мы всё ещё живы!»). Главную роль исполнил 28-летний австрийский музыкант Мануэль Руби, лидер поп-группы Mondschneider, хотя долгое время переговоры велись с австрийским актёром Робертом Штадлобером.
В мае 2009 года власти Вены объявили о своём решении назвать один из переулков города в честь певца Фалько. Таблички с именем музыканта, который родился и вырос в австрийской столице, были установлены на зданиях переулка в районе Донауштадт 5 июня 2009 года.
4 декабря 2009 года вышел альбом The Spirit never dies, содержащий аудиозаписи песен, которые были записаны ещё во время работы над альбомом Wiener Blut и найдены в архивах студии звукозаписи Франкфурта-на-Майне.

## Дискография

### Студийные альбомы
- 1982 Einzelhaft
- 1984 Junge Roemer
- 1985 Falco 3
- 1986 Emotional
- 1988 Wiener Blut
- 1990 Data de Groove
- 1992 Nachtflug
- 1998 Out of the Dark (Into the Light)
- 1999 Verdammt wir leben noch
- 2009 The Spirit Never Dies

### Другие релизы
- 1991 The Remix Hit Collection
- 1996 Greatest Hits
- 1997 Greatest Hits Vol. II
- 1998 Best Of
- 1998 The Hit-Singles
- 1999 The Final Curtain — The Ultimate Best Of
- 1999 Live Forever (живое выступление)
- 2007 Hoch wie nie (сборник лучших песен)
- 2007 Einzelhaft (переиздание к 25-летию альбома)
- 2008 Falco Symphonic (Wiener Neustadt 1994)
- 2017 Falco 60 (3CD Limitierte Premium Edition)

## Синглы
- 1981 «That Scene» (английская версия песни «Ganz Wien»)
- 1981 «Der Kommissar»
- 1982 «Maschine brennt»
- 1982 «Auf der Flucht»
- 1982 «Zuviel Hitze» (промо)
- 1984 «Junge Roemer»
- 1984 «Nur mit Dir»
- 1984 «Kann es Liebe sein?» (совместно с Désirée Nosbusch)
- 1985 «Rock Me Amadeus»
- 1985 «Vienna Calling»
- 1985 «Jeanny»
- 1986 «The Sound of Musik»
- 1986 «Coming Home (Jeanny Part 2)»
- 1987 «Emotional»
- 1987 «Body Next to Body» (дуэт с Brigitte Nielsen)
- 1988 «Wiener Blut»
- 1988 «Satellite to Satellite»
- 1988 «Garbo»
- 1988 «Do It Again»
- 1990 «Data de Groove»
- 1990 «Charisma Kommando»
- 1991 «Rock Me Amadeus» (Remix 1991)
- 1991 «Der Kommissar» (Remix 1991)
- 1992 «Nachtflug» (только для Нидерландов)
- 1992 «Titanic»
- 1992 «Dance Mephisto»
- 1993 «Monarchy Now» (промо для Австрии)
- 1995 «Mutter, der Mann mit dem Koks ist da» (под псевдонимом T>>MA)
- 1996 «Naked» (под псевдонимом Falco при участии T>>MB)
- 1998 «Out of the Dark»
- 1998 «Egoist»
- 1998 «Der Kommissar» (Jason Nevins and Club 69 Remixes)
- 1999 «Push! Push!»
- 1999 «Verdammt wir leben noch»
- 2000 «Europa»
- 2007 «Männer des Westens» (T. Börger Version 2007)
- 2007 «FALCOs 1. (Chance To Dance / Summer)»
- 2008 «Der Kommissar 2008» (только для скачивания)
- 2008 «Die Königin von Eschnapur» (только для Австрии)